# Стативка Борис Павлович
Стативка Борис Павлович (9 серпня 1932, с. Довжик Зіньківського району Харківської області) — український журналіст. Відповідальний секретар редакції газети «Культура і життя» (2002—2010). Заслужений працівник культури України (2004).

## З життєпису
У 1957 році закінчив філософський факультет Київського державного університету ім. Т. Г. Шевченка. Працював редактором багатотиражної газети «Трикотажниця» Київського трикотажного об'єднання ім. Рози Люксембург. Став ініціатором «Київського проценту» — почину, який підхопили виробничники не тільки СРСР, а й країн соцтабору.
Близько 20 років працював у редакції газети «Вечірній Київ», створив перший на той час популярний щотижневик — інформаційно-рекламний додаток до цього видання.
За час своєї професійної діяльності опублікував багато аналітично-публіцистичних статей, нарисів та інтерв'ю у вітчизняній та зарубіжній періодиці. Неодноразово перемагав у різноманітних професійних творчих конкурсах, є автором афоризмів і «коротких» думок.
Борис Олійник називав Бориса Стативку віртуозом своєї справи.